# 어 (악기)

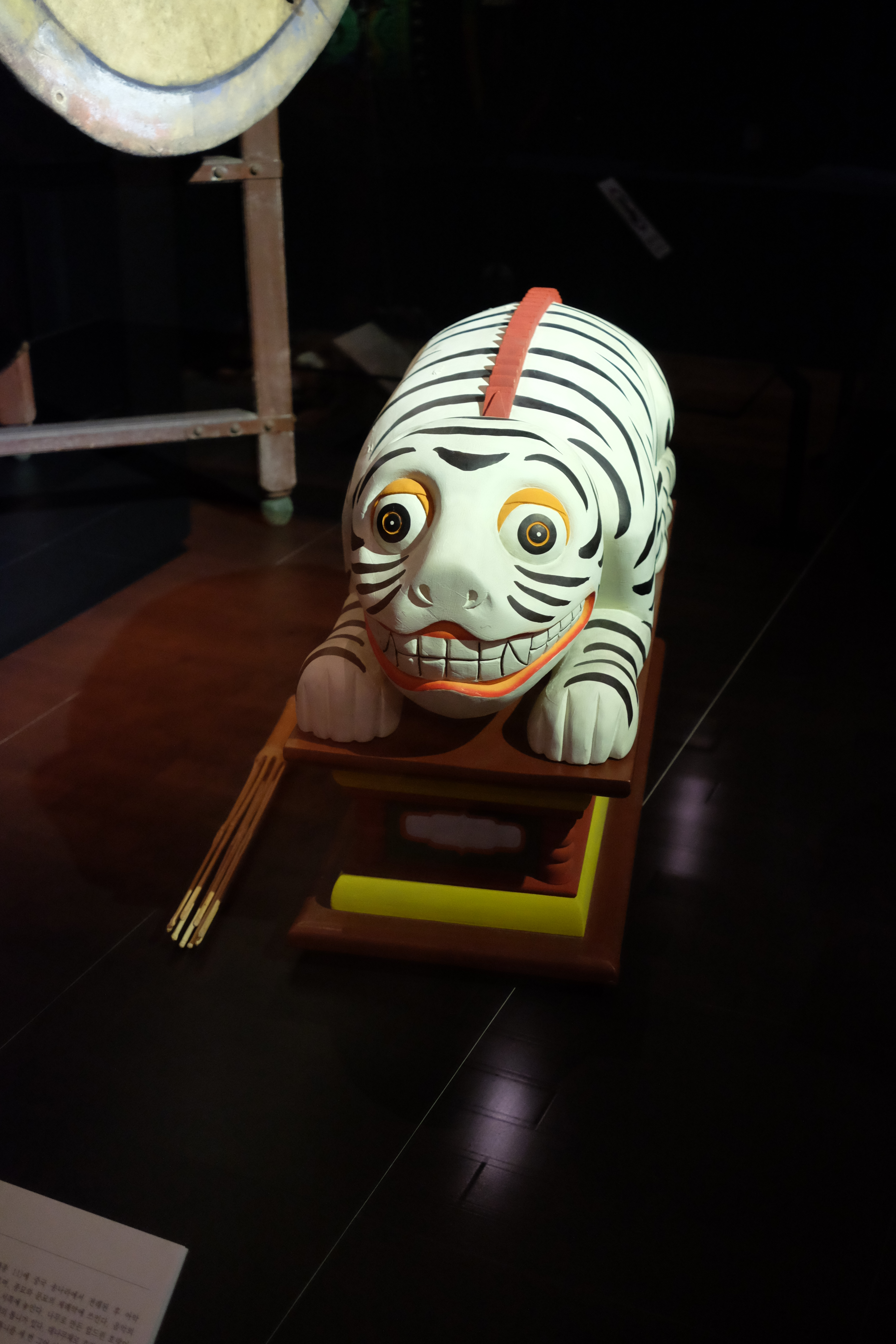
국립고궁박물관에 전시된 어

어(敔, 병음: yǔ)는 무율 타악기이다. 목부 악기이며, 아악기이다. 중국 고대 악기로 한국에는 1116년에 들어왔다.

## 연주
나무로 된 엎드린 호랑이 모양을 조각하여 등줄기에 27개의 굵은 톱날을 달아서, 대나무를 갈라 만든 견죽(甄竹)을 손에 들고 머리쪽에서 꼬리쪽으로 긁어 소리낸다. 문묘제례악과 종묘제례악에서는 음악이 끝나는 신호로 쓴다.